# РДС-3
РДС-3 (в начале разработки обозначалась РДС-5)— советская атомная бомба имплозивного типа, разработанная как авиабомба для тяжёлых дальних бомбардировщиков Ту-4 и  средних Ту-16. Номинальная мощность заряда 40 килотонн в тротиловом эквиваленте. Вес бомбы — около 3100 кг.

## Разработка
Бомба разрабатывалась в начале 50-х годов XX века в КБ Арзамаса-16 одновременно с атомными бомбами типа: РДС-2, РДС-4 и РДС-5. Её конструкция аналогична конструкции РДС-2 за исключением одного существенного отличия — комбинированной начинки ядра состоящего из 239Pu и 235U в соотношении 1:3 (25 % плутония к 75% урана), в отличие от заряда РДС-2 — полностью плутониевого. Идея комбинированной начинки была выдвинута из-за дефицита дорогостоящего плутония и достаточного количества урана-235, наработанного на установке СУ-20 электромагнитного разделения изотопов урана завода №814 (ныне "Электрохимприбор", г. Лесной). Но идея была изначально сомнительной, так как доводы сводились к тому, что критмассовое состояние урана-235 намного выше, чем у плутония-239, что в свою очередь могло привести к неполному взрыву или вообще не вызвать цепную реакцию деления. Против этой идеи выступали Ю. Б. Харитон и Я. Б. Зельдович. Однако теоретические расчёты Е. И. Забабахина и Д. А. Франк-Каменецкого показали, что газодинамические характеристики новой конструкции заряда создают все необходимые условия для протекания цепной реакции. Такой вариант с комбинированной начинкой уже проводили США в 1948 году в операции «Sandstone».

## Испытания
Испытание РДС-3 проводили 18 октября 1951 года на Семипалатинском полигоне на площадке П-1 опытного поля, в 2,5 км от центра двух предыдущих испытаний (29.08.49 и 24.09.51), это было обусловлено коротким промежутком времени с момента предыдущего испытания и радиоактивным заражением площадки. Испытательные сооружения, разрушенные предыдущим ядерным взрывом, были вновь восстановлены.
Для этого ядерного боеприпаса впервые был применён механизм бомбометания.
Для этого было выделено два экипажа Ту-4 71 испытательного полигона: основной и резервный.
Бомбу сбросил бомбардировщик Ту-4 с высоты 10 000 м,  с подрывом её на высоте 380 м, энерговыделение составило 42 килотонны.
Экипаж основного самолёта-носителя
| №  | Ф. И. О.                       | Должность                                                                     | Звание                               | Награда за выполнение задания | Дата награждения    |
| -- | ------------------------------ | ----------------------------------------------------------------------------- | ------------------------------------ | ----------------------------- | ------------------- |
| 1  | Уржунцев Константин Исаакович  | заместитель командира полка — командир корабля                                | Герой Советского Союза, подполковник | Орден Ленина                  | 8 декабря 1951 года |
| 2  | Кошкаров Иван Михайлович       | помощник командира корабля                                                    | старший лейтенант                    | Орден Красной Звезды          | 8 декабря 1951 года |
| 3  | Суворов Владимир Семенович     | штурман-навигатор                                                             | капитан                              | Орден Красной Звезды          | 8 декабря 1951 года |
| 4  | Давыдов Борис Дмитриевич       | штурман-бомбардир                                                             | капитан                              | Орден Красного Знамени        | 8 декабря 1951 года |
| 5  | Кирюшкин Николай Дмитриевич    | штурман-оператор                                                              | старший лейтенант                    | Орден Красной Звезды          | 8 декабря 1951 года |
| 6  | Яковлев Владимир Владимирович  | радист                                                                        | младший лейтенант                    | Орден Красной Звезды          | 8 декабря 1951 года |
| 7  | Трофимов Василий Николаевич;   | бортинженер - АТС                                                             | майор                                | Орден Красной Звезды          | 8 декабря 1951 года |
| 8  | Евгодашин Аркадий Федорович    | командир огневых установок                                                    | рядовой                              | Орден Красной Звезды          | 8 декабря 1951 года |
| 9  | Кузнецов Аркадий Фёдорович     | борттехник                                                                    | старший техник лейтенант             | Орден Красной Звезды          | 8 декабря 1951 года |
| 10 | Стебельков, Альвиан Николаевич | инженер-оператор по работе с пультом управления изделием - инженер-испытатель | старший техник лейтенант             | Орден Красного Знамени        | 8 декабря 1951 года |

На авиабазе Багерово самолёт встречал И. В. Курчатов.
Как показали исследования атмосферы и грунта, а также взятие проб по пути движения облака, после воздушного взрыва радиоактивность оказалась в 109 раз меньше, чем от наземного взрыва. Это было первое воздушное и третье ядерное испытание в СССР.
Во время этого взрыва образовалось огромное конденсационное облако в виде купола (так называемое облако Вильсона), что было впервые в практике ядерных испытаний СССР. Облако возникло примерно через 1,5 секунды после детонации и полностью поглотило огненный шар, что не позволило пронаблюдать некоторые фазы развития огненного шара и грибовидного облака. Облако Вильсона возникало и в предыдущих двух испытаниях, но не имело таких внушительных размеров, а напоминало больше кольцо расширяющегося тумана на высоте 2 — 2,5 км.
Испытание заряда РДС-3 показало существенные возможности в области экономии дефицитного плутония для разработки новых образцов ядерного оружия.

## Модернизация
23 октября 1954 года на Семипалатинском полигоне на площадке П-5 опытного поля была испытана модернизированная РДС-3И с внешним источником нейтронного инициирования. Взрыв был произведён на высоте 410 м с энерговыделением 62 кт, что примерно на 50% увеличило мощность бомбы. В день испытания над полигоном стояла пасмурная погода с плотной низкой облачностью, которая также не позволила пронаблюдать некоторые фазы развития грибовидного облака.